# Plévin
Plévin [plevɛ̃] (Plevin en breton) est une commune française située dans le département des Côtes-d'Armor en région Bretagne.

## Géographie

### Localisation et communes limitrophes
La commune est située dans le centre de la Bretagne, dans une région appelée communément le Kreiz Breizh. Elle fait partie du territoire breton traditionnel du pays Fisel. Le bourg est situé à vol d'oiseau à 8,5 km au sud-est de Carhaix-Plouguer, la ville la plus proche.
| - Plévin dans son environnement géographique. - Plévin et les communes limitrophes. |

| Carhaix-Plouguer Finistère |                    | Le Moustoir |
| Motreff Finistère          | Plévin             | Paule       |
| Tréogan                    | Langonnet Morbihan |             |

La commune est limitée au nord par le ruisseau de Kerjean qui a pour l'essentiel disparu lors de la construction du canal de Nantes à Brest qui a utilisé son cours ; c'est la limite nord de la commune, qu'il sépare du Moustoir ; à l'ouest son affluent le ruisseau de Sterlenn sert de limite avec Motreff et c'est aussi lalimite départementale entre les Côtes-d'Armor et le Finistère) ; un affluent de ce cours d'eau, le ruisseau de Kervern parcourt la partie ouest du finage communal. À l'est un petit ruisseau, également affluent de l'ancien ruisseau de Kerjean, sert partiellement de limite avec Paule.

### Paysages et relief

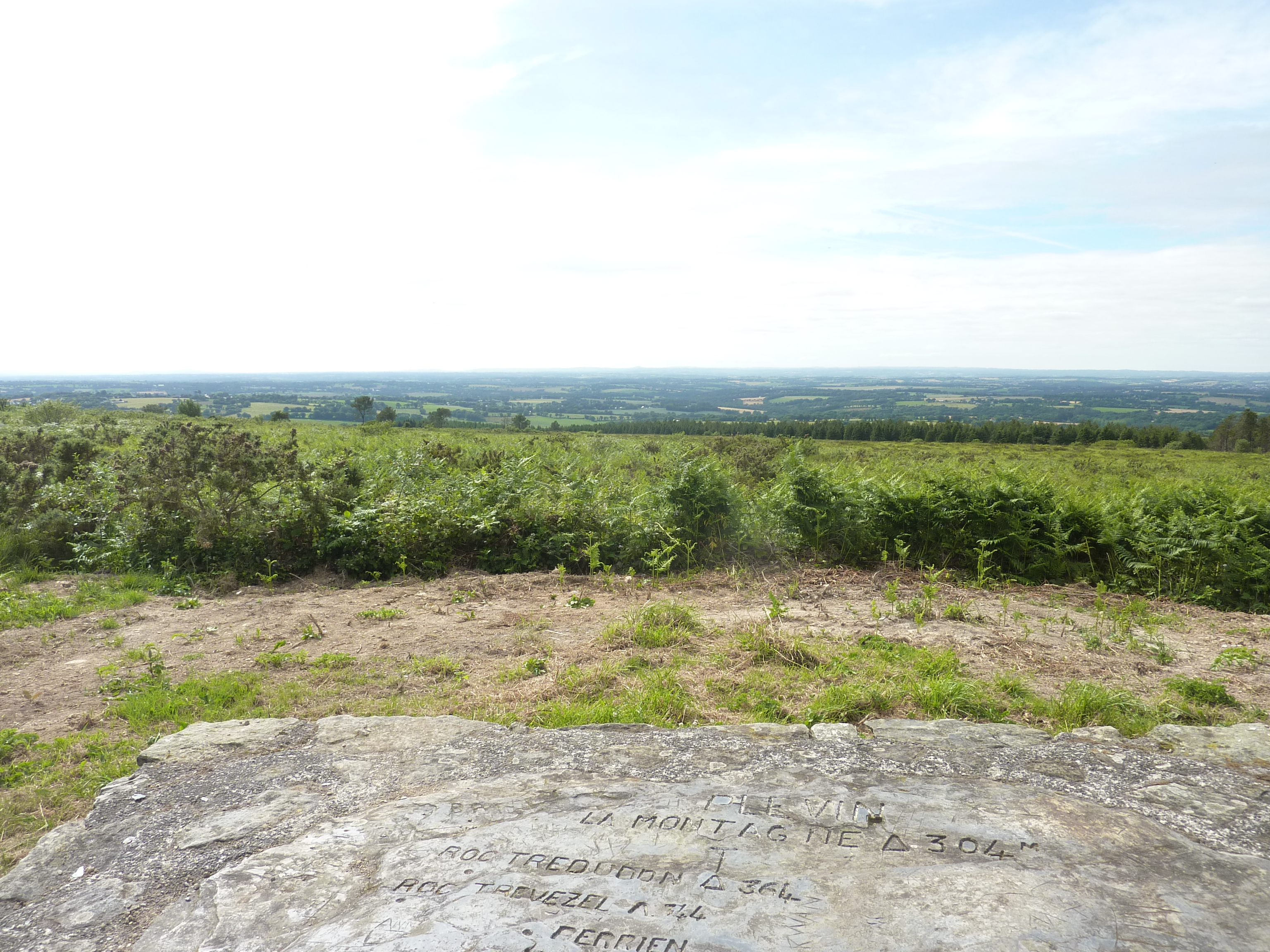
La vue vers le nord en direction des Monts d'Arrée à partir du sommet du Minez Gliguéric.

Le territoire communal présente un important dénivelé puisqu'il s'étage entre 90 mètres et 304 mètres d'altitude. Il compte dans sa partie méridionale plusieurs sommets appartenant à l'extrémité orientale de la chaîne des Montagnes Noires : le Minez Gliguéric, 304 m d'altitude, et le Minez Zant Yann, 296 m d'altitude. Le Minez Gliguéric constitue le point culminant de la commune. Il s'agit d'une colline aux formes arrondies constituée de grès armoricain, une roche très dure qui résiste à l'érosion. Des landes sèches et mésophiles à ajoncs de Le Gall et bruyères en occupent le sommet.
| - Carte topographique de la commune de Plévin. |

À l'extrême sud de la commune le Ménez Crao atteint 247 mètres d'altitude.

### Hydrographie
Pour un article plus général, voir Réseau hydrographique des Côtes-d'Armor.
La commune est située dans le bassin Loire-Bretagne. Elle est drainée par le canal de Nantes à Brest, le Goaranvec, le ruisseau du Moulin de kervern et le Sterlenn,,.
Le canal de Nantes à Brest est un canal, chenal et un estuaire et un cours d'eau naturel navigable, d'une longueur de 396 km. Il prend sa source dans la commune de Nort-sur-Erdre et se jette  dans la Loire à Nantes, après avoir traversé 82 communes. 
Le Goaranvec, d'une longueur de 15 km, prend sa source dans la commune  et se jette  dans le canal de Nantes à Brest au niveau de la commune de Motreff, après avoir traversé six communes. 

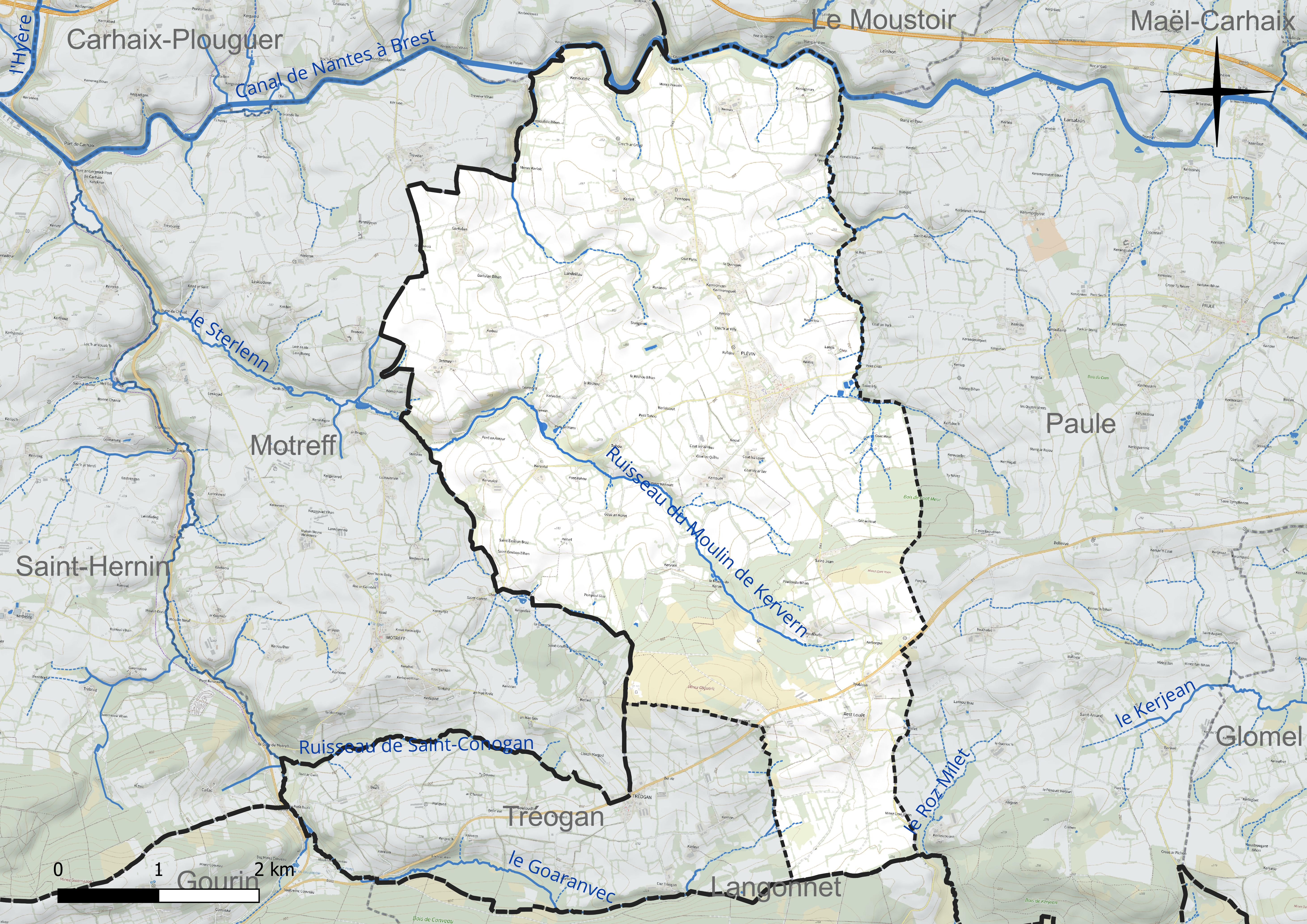
Réseau hydrographique de Plévin.

### Climat
Pour des articles plus généraux, voir Climat de la Bretagne et Climat des Côtes-d'Armor.
En 2010, le climat de la commune est de type climat océanique franc, selon une étude du CNRS s'appuyant sur une série de données couvrant la période 1971-2000. En 2020, Météo-France publie une typologie des climats de la France métropolitaine dans laquelle la commune est exposée à un climat océanique et est dans la région climatique  Finistère nord, caractérisée par une pluviométrie élevée, des températures douces en hiver (6 °C), fraîches en été et des vents forts. Parallèlement l'observatoire de l'environnement en Bretagne publie en 2020 un zonage climatique de la région Bretagne, s'appuyant sur des données de Météo-France de 2009. La commune est, selon ce zonage, dans la zone « Monts d'Arrée », avec des hivers froids, peu de chaleurs et de fortes pluies.  
Pour la période 1971-2000, la température annuelle moyenne est de 10,7 °C, avec  une amplitude thermique annuelle de 11,4 °C. Le cumul annuel moyen de précipitations est de 1 134 mm, avec 15,7 jours de précipitations en janvier et 8 jours en juillet. Pour la période 1991-2020, la température moyenne annuelle observée sur la station météorologique la plus proche, située sur la commune de Carhaix-Plouguer à 7 km à vol d'oiseau, est de 11,4 °C et le cumul annuel moyen de précipitations est de 1 112,4 mm,. Pour l'avenir, les paramètres climatiques de la commune estimés pour 2050 selon différents scénarios d’émission de gaz à effet de serre sont consultables sur un site dédié publié par Météo-France en novembre 2022.

### Transports
Le Canal de Nantes à Brest, désormais désaffecté pour la navigation, est à la limite nord de la commune.

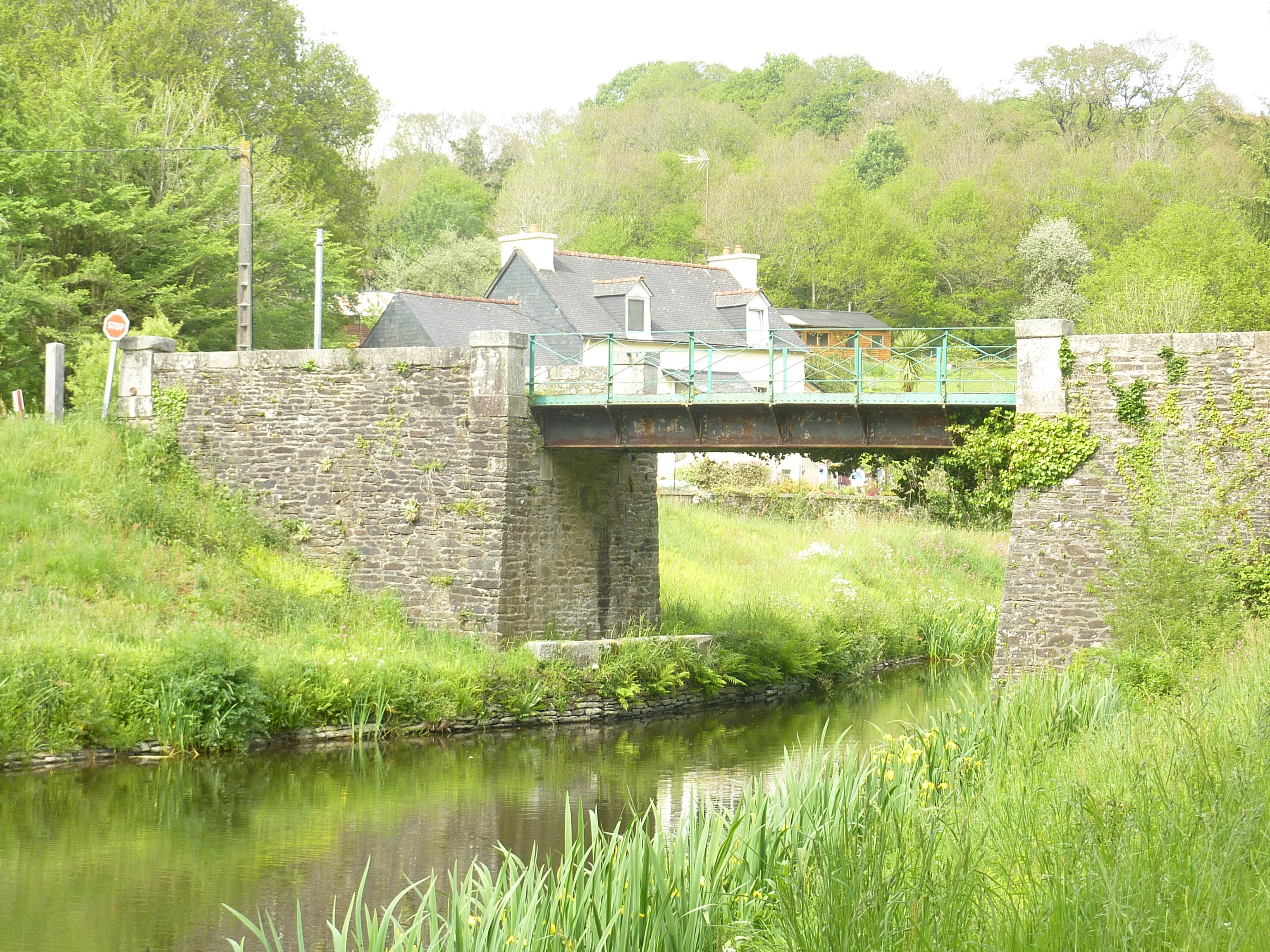
Canal de Nantes à Brest : le pont de Kervoulédic [Kervoulidig] entre Carhaix et Plévin
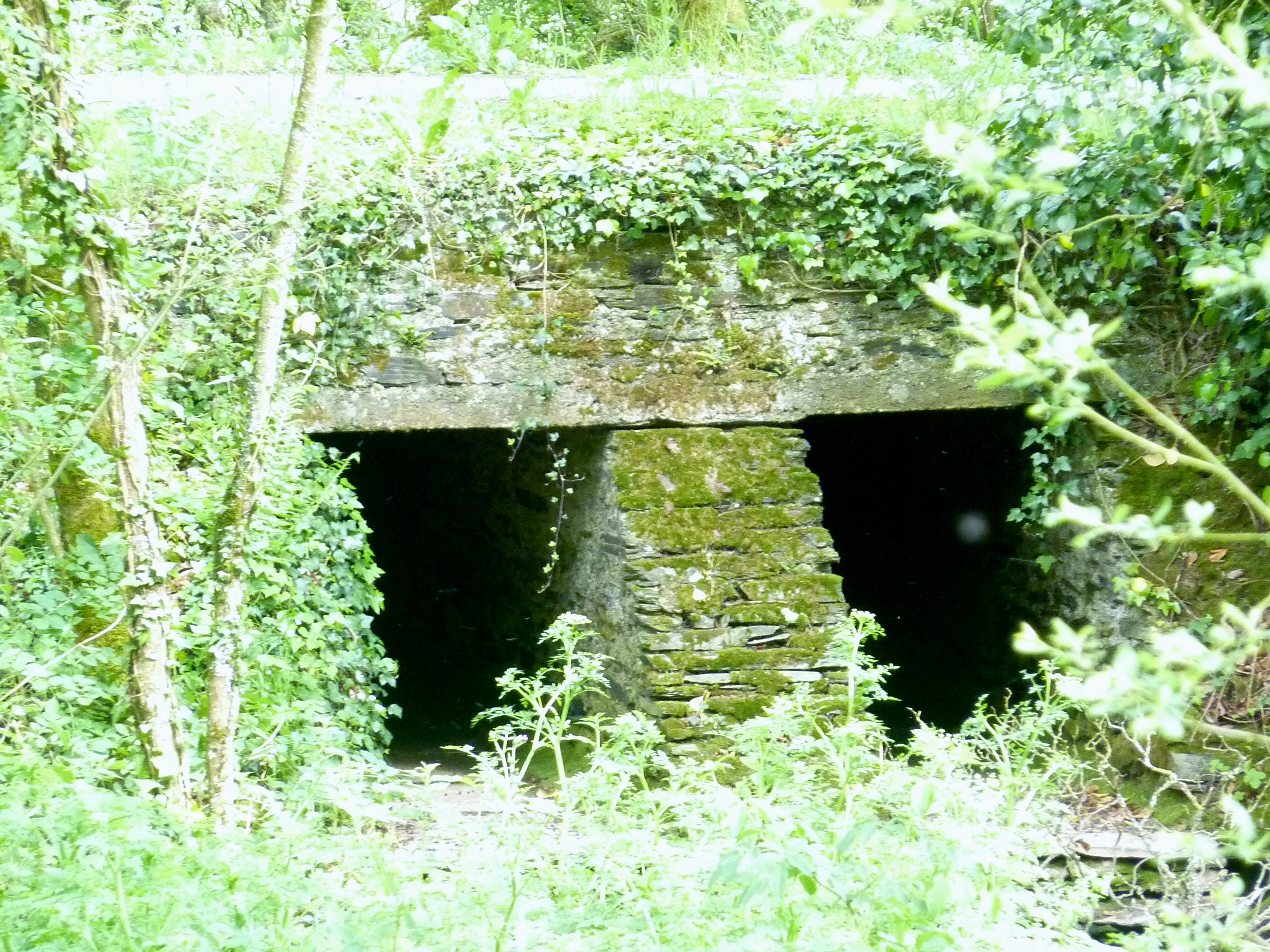
Ancien pont en dalles de schiste sur le ruisseau parallèle au Canal de Nantes à Brest au sud du pont de Kervoulédic
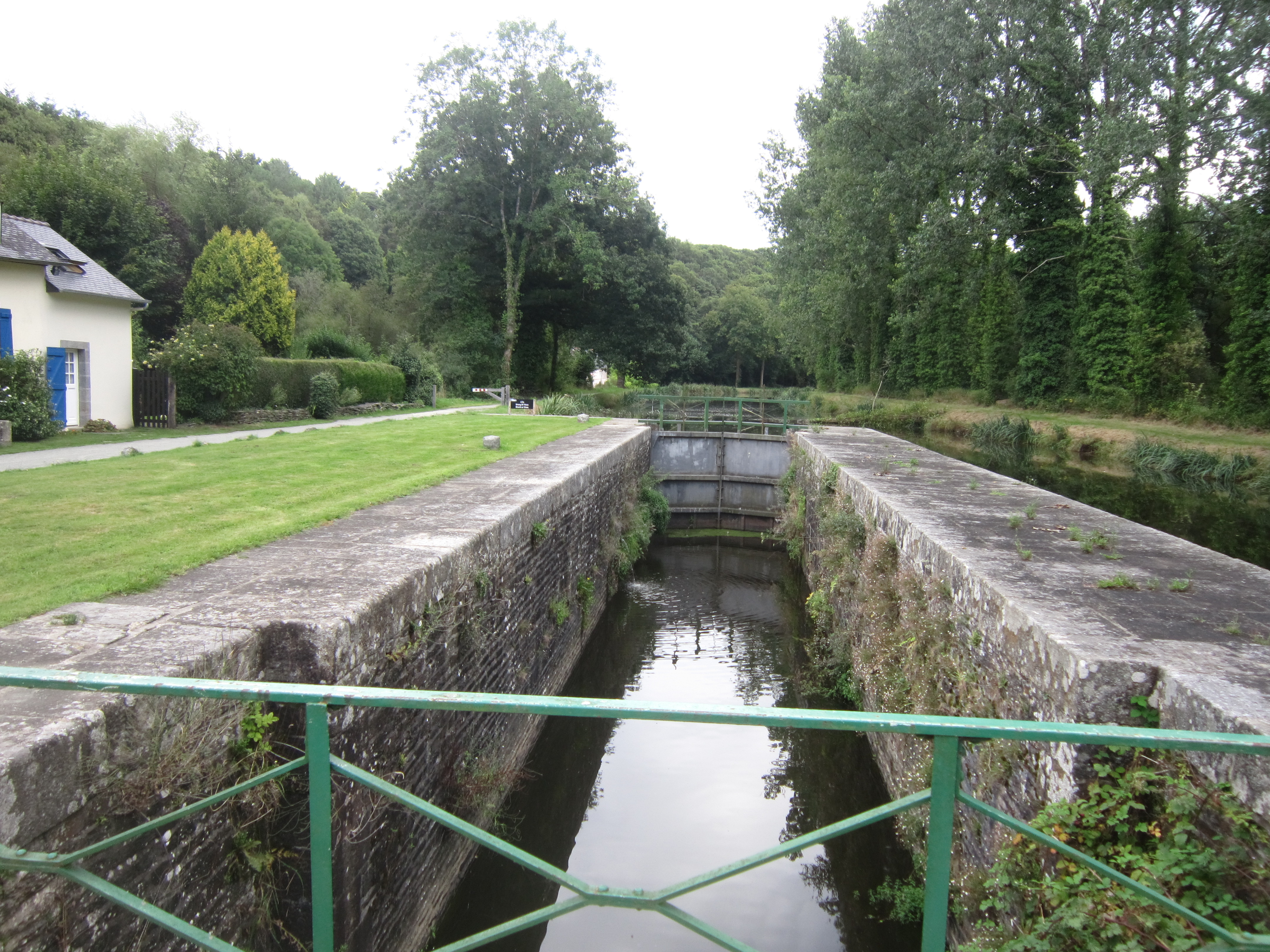
Canal de Nantes à Brest : l'écluse n°189 (Stang ar Vran) et le GR 37 (chemin de halage).
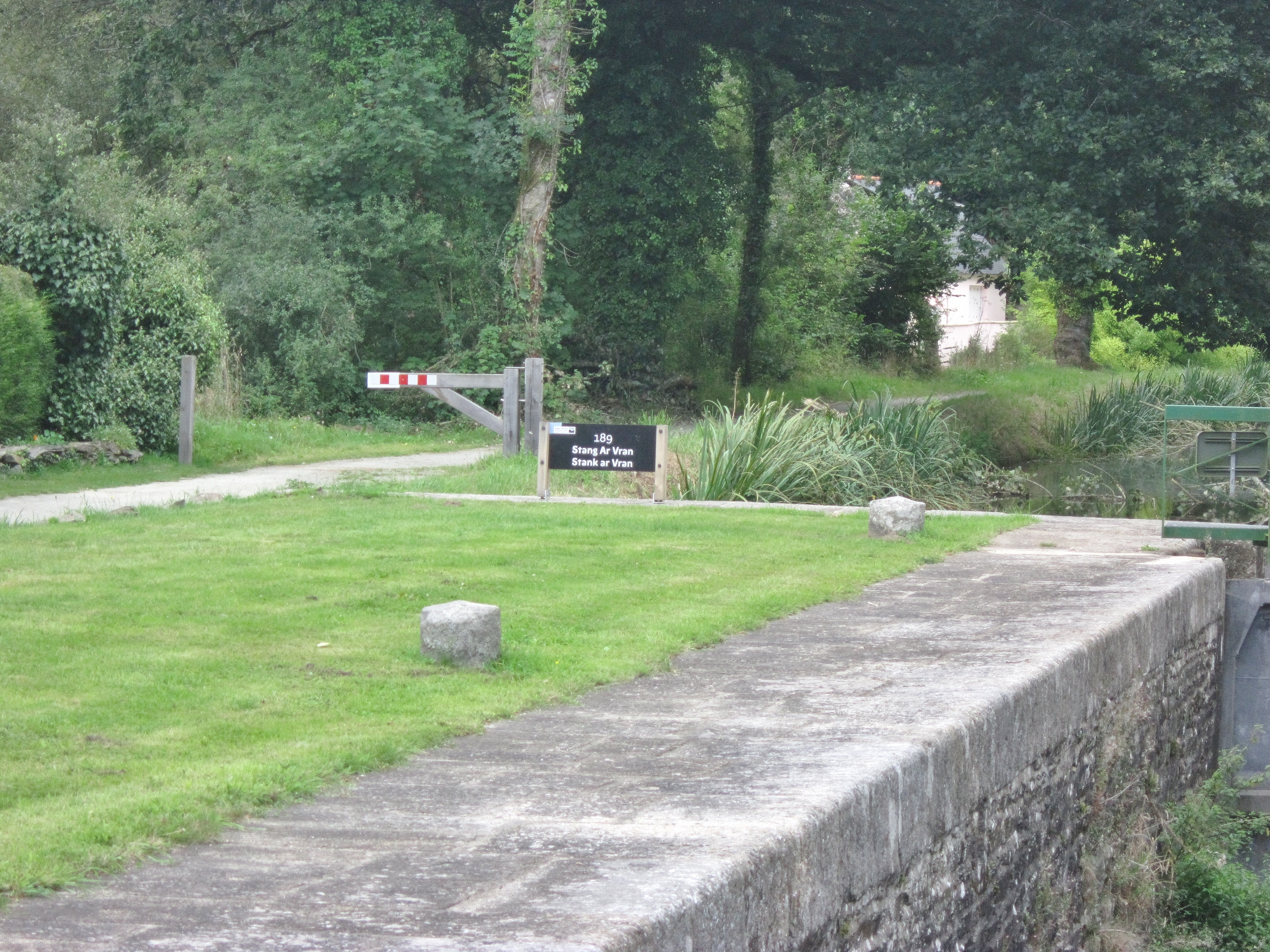
Canal de Nantes à Brest : l'écluse n°189 (Stang ar Vran) et le GR 37 (chemin de halage).
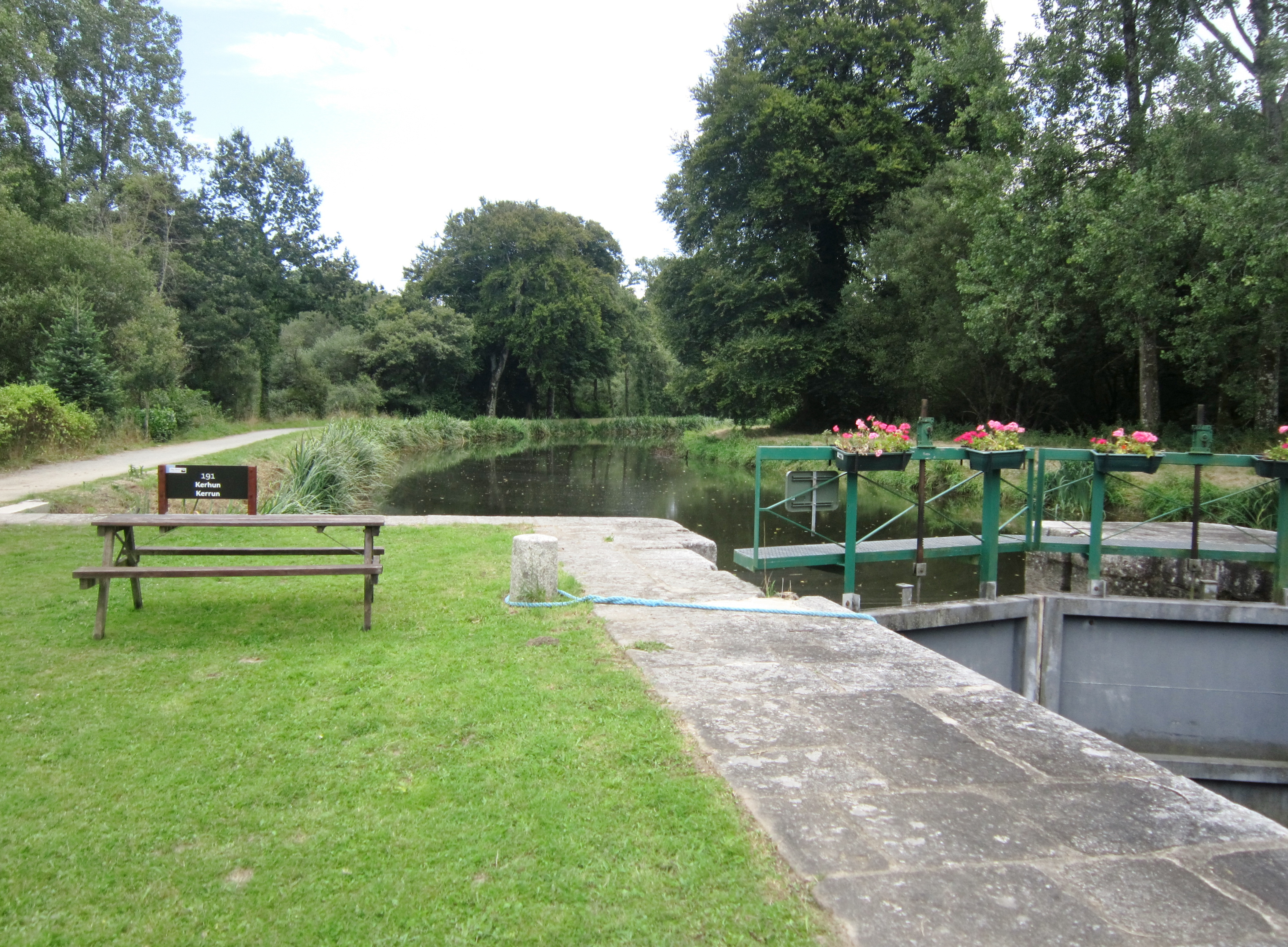
Canal de Nantes à Brest : l'écluse n°191 (Kerrun) et le GR 37 (chemin de halage).

Le bourg de Plévin est desservi par la RD 83 dans le sens nord-sud (en direction de Carhaix côté nord et de Langonnet vers le sud), laquelle croise dans le bourg la RD 85 qui est de direction est-ouest, venant côté est de Glomel et Paule et allant, vers l'ouest, en direction de Spézet. Mais la route principale traversant la commune passe dans sa partie sud, presque au niveau de la ligne de crête ; c'est la RD 3 venant côté ouest de Gourin et allant côté est en direction de Glomel et Rostrenen.

## Urbanisme

### Typologie
Au 1er janvier 2024, Plévin est catégorisée commune rurale à habitat dispersé, selon la nouvelle grille communale de densité à 7 niveaux définie par l'Insee en 2022.
Elle est située hors unité urbaine. Par ailleurs la commune fait partie de l'aire d'attraction de Carhaix-Plouguer, dont elle est une commune de la couronne,. Cette aire, qui regroupe 18 communes, est catégorisée dans les aires de moins de 50 000 habitants,.

### Occupation des sols

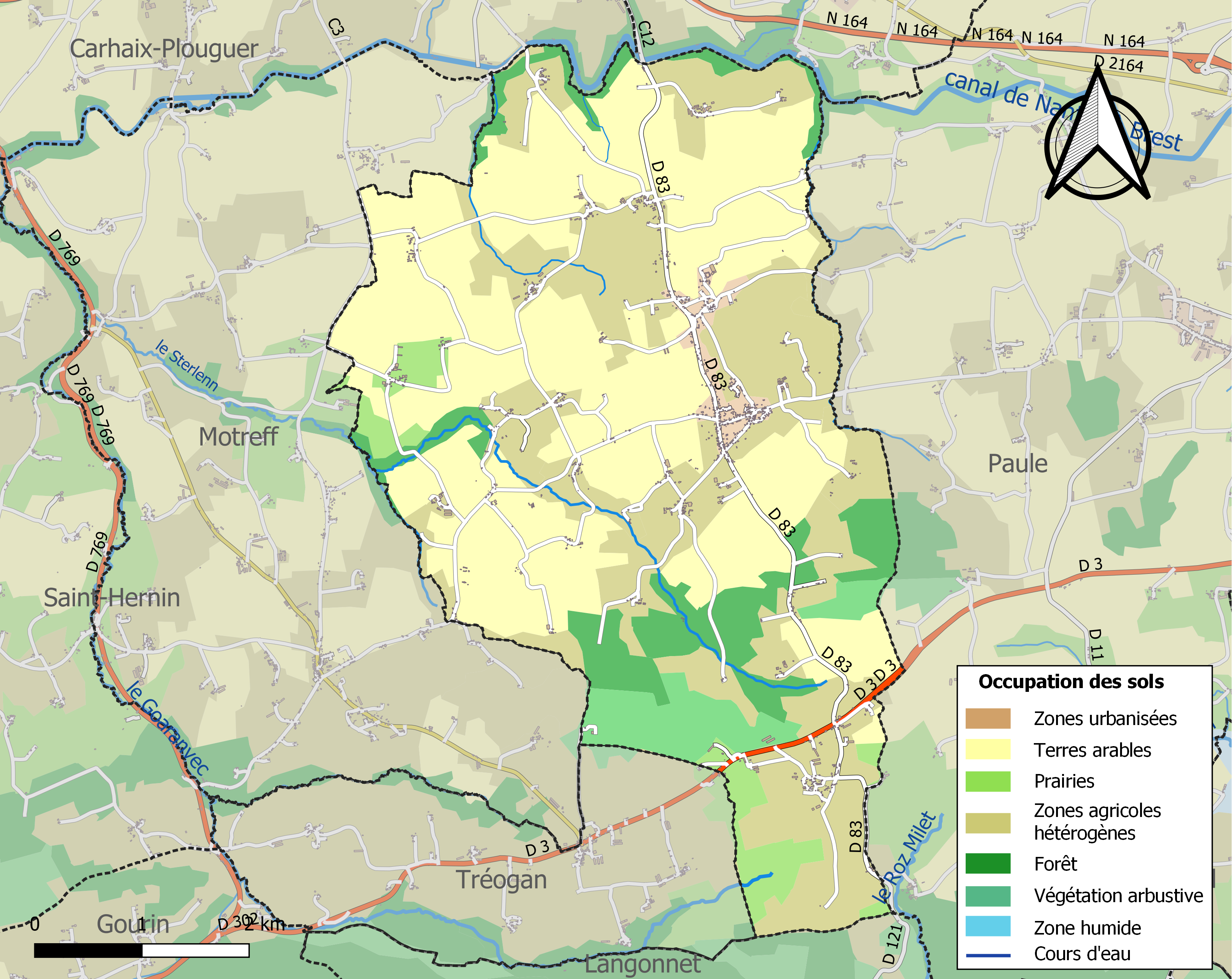
Carte des infrastructures et de l'occupation des sols de la commune en 2018 (CLC).

Le tableau ci-dessous présente l'occupation des sols de la commune en 2018, telle qu'elle ressort de la base de données européenne d’occupation biophysique des sols Corine Land Cover (CLC).
| Type d’occupation                                                                   | Pourcentage | Superficie (en hectares) |
| ----------------------------------------------------------------------------------- | ----------- | ------------------------ |
| Tissu urbain discontinu                                                             | 1,8 %       | 51                       |
| Terres arables hors périmètres d'irrigation                                         | 46,2 %      | 1289                     |
| Prairies et autres surfaces toujours en herbe                                       | 4,1 %       | 114                      |
| Systèmes culturaux et parcellaires complexes                                        | 31,5 %      | 880                      |
| Surfaces essentiellement agricoles interrompues par des espaces naturels importants | 2,9 %       | 80                       |
| Forêts de feuillus                                                                  | 4,0 %       | 114                      |
| Forêts de conifères                                                                 | 1,6 %       | 44                       |
| Forêts mélangées                                                                    | 3,7 %       | 103                      |
| Landes et broussailles                                                              | 3,4 %       | 96                       |
| Forêt et végétation arbustive en mutation                                           | 0,7 %       | 19                       |
| Source : Corine Land Cover                                                          |             |                          |

## Toponymie
Le nom de la localité est attesté sous les formes Pleguin vers 1330 et en 1368, Plezvin en 1371, Ploeizvin en 1394, Ploeguin en 1535 et en 1536, Ploevin en 1536 et en 1599.
Le nom provient du breton « ploe » (paroisse) et Saint-Ewin, un disciple de saint Samson.

## Histoire

### Moyen-Âge
Plévin fut une paroisse de l'Armorique primitive, dont le vaste territoire englobait alors les paroisses de Motreff, Tréogan et Paule, ainsi peut-être que Glomel.
Un prieuré, situé probablemt près du hameau actuel de Kervern, dépendant de la commanderie templière de Quimper, a existé près de la chapelle Saint-Jean. Un pont de pierre, sans doute romain à l'origine, aurait appartenu à ce prieuré, qui en assurait l'entretien moyennant péage, près de la chapelle disparue de Saint-Jean-Pontmen ("Saint-Jean-Pont-de-Pierre" en français. Une autre chapelle disparue était celle de Saint-Thuriau.
Hervé de Kerlouët participa en 1248 à la septième croisade. En 1370 le château de Kerlouët appartenait à Yves Canabert, sieur de Kerlouët.

### Temps modernes
Un aveu d'Anne de Laval concernant la seigneurie de Kergorlay date de 1543.

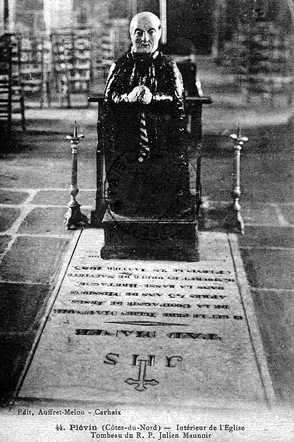
Le tombeau de Julien Maunoir dans l'église paroissiale de Plévin (carte postale).

En 1670 le château de Kerlouët appartenait à René Canabert, chevalier, seigneur de Kerlouet et gouverneur de Carhaix. Celui-ci et son épouse Anne Gourmil se lièrent d'amitié avec le prédicateur Julien Maunoir et proposèrent de l'accueillir lorsqu'il fut très malade dans leur château qui était proche du bourg, mais celui-ci préféra mourir au presbytère de Plévin (en 1683).
Cette paroisse est connue pour des faits liés à la Révolte des Bonnets rouges en 1675 : ceux-ci incendièrent en partie le château de Kerlouët.
René Canabert et son épouse Anne Gourmil se lièrent d'amitié avec le prédicateur Julien Maunoir et proposèrent de l'accueillir lorsqu'il fut très malade dans leur château qui était proche du bourg, mais celui-ci préféra mourir au presbytère de Plévin (le 28 janvier 1683). Les paroissiens de Plévin s'opposèrent à ce que le corps du prédicateur, selon les ordres de l'évêque, soit transférë à Quimper et montèrent la garde, après avoir placé une grosse pierre sur sa tombe, pour la garder. Seul le cœur de Julien Maunoir fut emporté à Quimper.
En 1714 Mauricette-Vincente de Canabert vendit le château de Kerlouët à Pierre de Brilhac , premier président au Parlement de Bretagne.

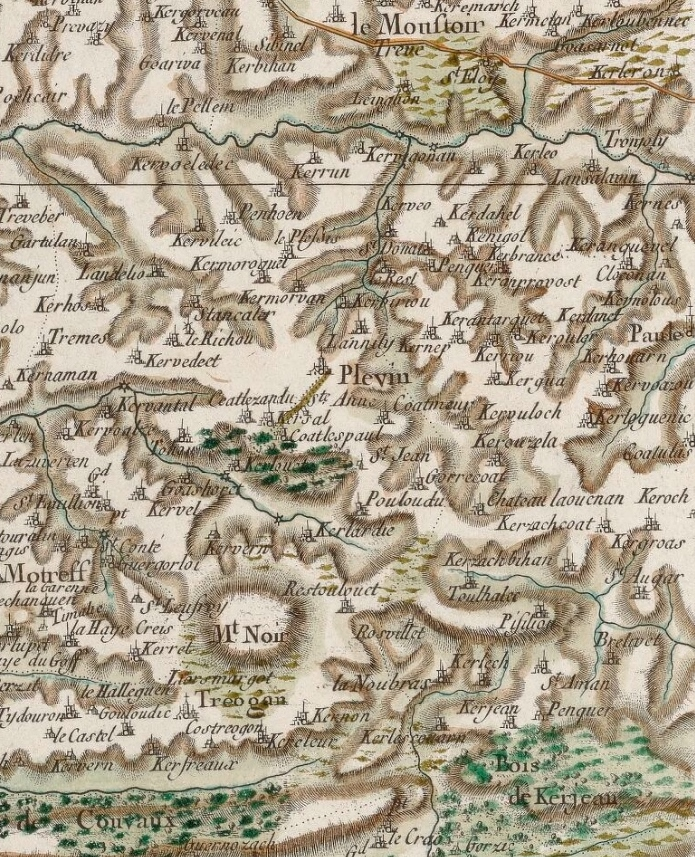
Carte de Cassini de Plévin et ses environs (1778).

Jean-Baptiste Ogée décrit ainsi Plévin en 1778 :

« Plévin ; à 11 lieues un quart à l'Est-Nord-Est de Quimper, son évêché ; à 28 lieues deux-tiers de Rennes ; et à 1 lieue et demie de Carhaix, sa subdélégation et son ressort. On y compte 1 300 communiants : la cure est à l'alternative. Ce territoire offre à la vue des terres en  labeur bien cultivés, des prairies et beaucoup de landes. »

En 1789 le château de Kerlouët était la propriété de Marie Gabrielle de Kergus, épouse de l'amiral de Roquefeuil. Il existait aussi les maisons nobles de Penhoët et de Crachqueta.

### LeXIXesiècle
A. Marteville et P. Varin, continuateurs d'Ogée, décrivent ainsi Plévin en 1843 :

« Plévin ; commune formée de l'ancienne paroisse de ce nom ; aujourd'hui succursale. (...) Principaux villages : Kerviginan, Kerrun, Kervouelaic, Gartylan, Kervelleic, Pen-Venn, Le Quinquis, Kervoroguet, Kerbiriou, Lanilis, Poulloudu, Rest Louet, Goas an-Horet, Kerlouet, Tohou, Ker-an-Tal, Kervoalzé, le Rechou, Trèmes, Kererhos, Landeilleau. Superficie totale 2 728 hectares 29 ares, dont (...) terres labourables  1 477 ha, prés et pâturages 273 ha, bois 63 ha, landes et incultes 718 ha (...). Moulins : 9 (Penvenn, Coat-Meur, Kervern, Kerlouet, Gonevern, à eau ; de Stangannot, à vent). (...) Il y a foire le 23 juin. Géologie : schiste argileux. On parle le breton. »

En 1844 la commune de Tréogan est créée, par l'ordonnance du 16 août 1844, aux dépens de celle de Plévin, dont elle faisait partie jusque-là.
En 1862 Plévin disposait d'une école de garçons accueillant 21 élèves et d'une école de filles ayant 10 élèves.

### LeXXesiècle

#### La Belle Époque
En 1905 le château de Kerlouët était abandonné et à moitié ruiné, mais appartenait toujours aux descendants de l'amiral et de la comtesse de Roquefeuil.
En 1908, la commune de Chantenay (depuis annexée par Nantes), comptait plus de 400 personnes originaires de Plévin ou ses environs, travaillant dans les usines locales de sucre, de phosphate ou de ciment.

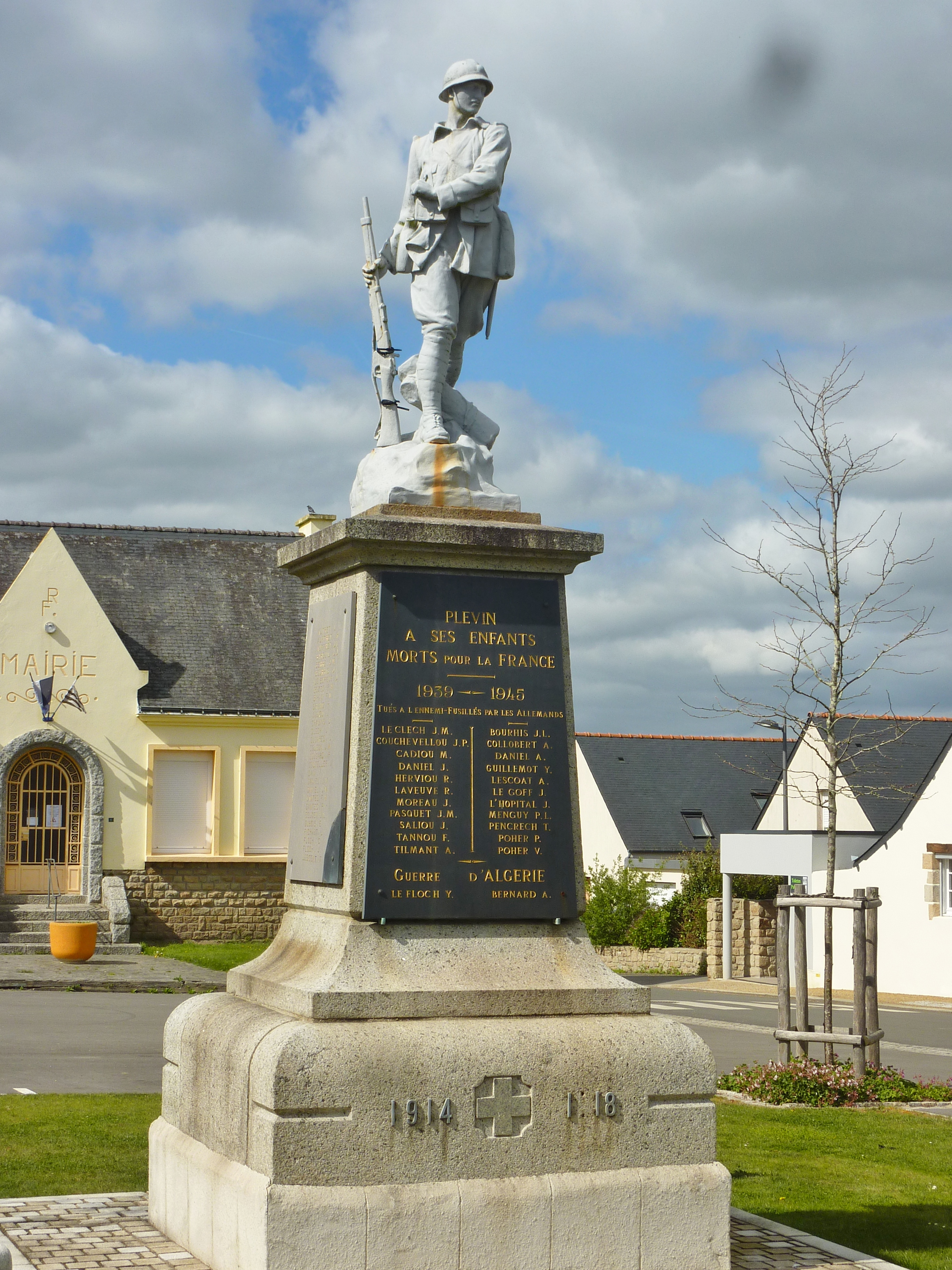
Le monument aux morts de Plévin

#### La Première Guerre mondiale
Le monument aux morts de Plévin porte les noms de 90 soldats morts pour la Patrie pendant la Première Guerre mondiale ; parmi eux 6 (Louis Le Meler, Jean Le Cloarec et Joseph Huruguen dès 1914 ; Jean Auffret et Joseph Chauvin en 1915 ; Jean Coléon en 1918) sont morts sur le front belge ; Jean Lozach, quartier-maître, est mort lors du naufrage de l'Amiral Charner en 1916 ; Joseph Le Borgne est mort en captivité en Allemagne ; tous les autres sont morts sur le sol français.

#### L'Entre-deux-guerres

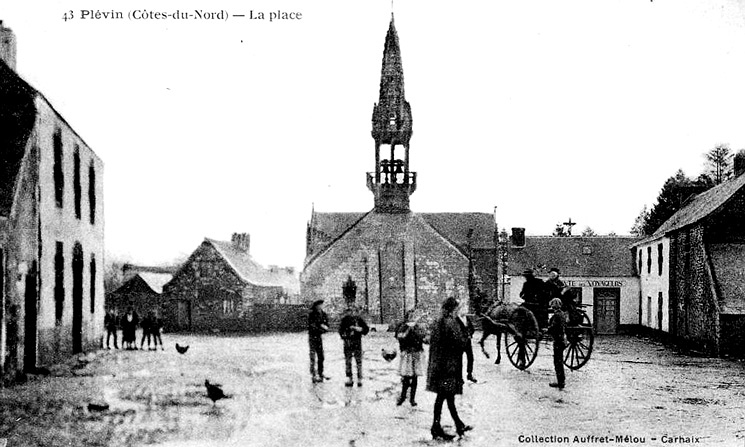
Le centre du bourg de Plévin au début du XXe siècle (carte postale).
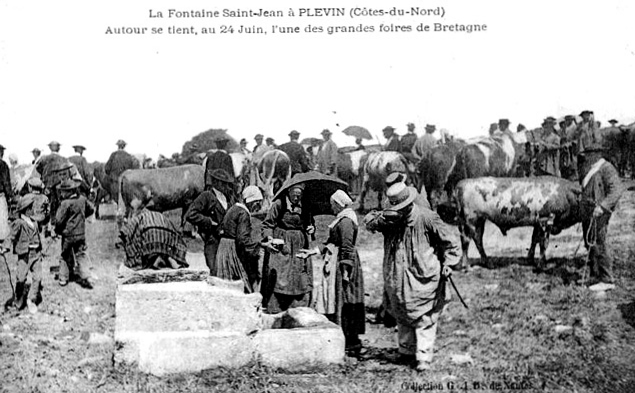
Plévin : la foire près de la fontaine Saint-Jean a longtemps été l'une des plus grandes foires de Bretagne.

#### La Seconde Guerre mondiale
Le monument aux morts de Plévin porte les noms de 22 personnes mortes pour la France pendant la Seconde Guerre mondiale.

##### Le maquis du bois de Conveau et ses environs

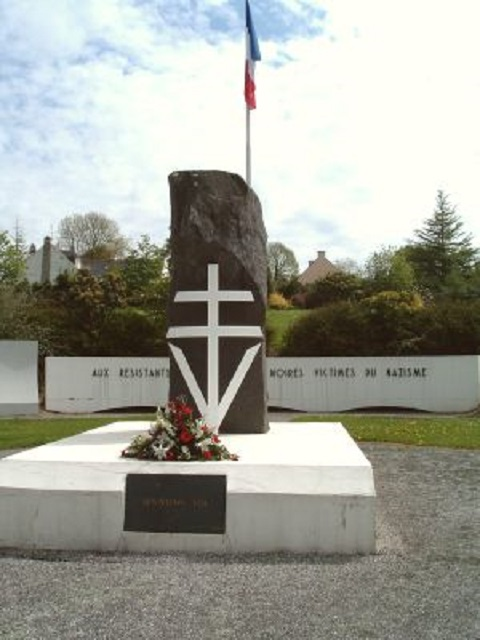
Le monument aux résistants des Montagnes Noires à Gourin.

Ce maquis est appelé également « maquis des Montagnes Noires » et dénommé aussi en 1944 « bataillon Guy Môquet », est formé alors de quatre compagnies : Pierre-Louis Menguy, Joseph Scotet, Auguste Dugay, Ernest Le Borgne. Il coopère aussi avec les maquis voisins comme le maquis de Saint-Goazec-Spézet : le "bataillon Stalingrad", le maquis Tito de Saint-Nicolas-du-Pélem dans les Côtes-du-Nord et le maquis de Saint-Marcel dans le Morbihan.
Pourchassés par les Allemands, des maquisards provenant du maquis de Saint-Goazec - Spézet se cachent pendant l'hiver 1943-1944 dans le bois de Conveau, dans les montagnes Noires, à cheval sur les communes de Tréogan (Côtes-du-Nord) et Langonnet (Morbihan) ; ils trouvent aussi refuge dans une maison isolée située à 1 km du bourg de Plévin (Côtes-du-Nord) sur la route de Paule. De là, ils mènent des expéditions punitives, rançonnant en particulier des personnes soupçonnées de collaboration. Le 21 janvier 1944, après avoir rançonné un notable du bourg de Plévin qui était un collaborateur notoire, sept maquisards font irruption dans le village de Gartulan en Plévin dans le but de trouver de l'argent et tuent deux paysans, Joseph Hourman et Corentin Mahé qui tentent de s'y opposer. Une opération de police consécutive à ces assassinats entraîna une dizaine d'arrestations ; trois des maquisards ayant participé à cette opération furent arrêtés, puis exécutés à Rennes le 19 mars 1944. Un procès tenu en 1947 entraîna pour ces deux crimes l'arrestation de deux autres personnes, qui furent condamnées à respectivement 15 et 10 ans de travaux forcés.
Ce maquis éclata au début de l'année 1944 en deux groupes, l'un, dirigé par Lucien Guenneau, restant dans le giron du Parti communiste clandestin, refusant désormais d'attaquer des cibles civiles, l'autre, "incontrôlé", comprenant notamment Jean Pennec, dit "Capo", Georges Saint-Cyr, Simon Vigouroux, Joseph Scotet et partisan d'actions beaucoup plus dures.
Vers la mi-janvier 1944, un soldat allemand (le vaguemestre) de la garnison du Mont-Noir (Menez Gliguéric) en Plévin, est tué entre Tréogan et Touldous par un groupe de maquisards. Le 23 janvier 1944 le résistant Albert le Goff, de Paule, est arrêté (il avait entre autres actions sectionné le câble téléphonique souterrain Berlin-Brest ainsi que la ligne électrique haute tension reliant le barrage de Guerlédan à Brest), puis déporté au camp de concentration de Dachau où il survécut.
Le 6 mai 1944, des maquisards du Bois de Conveau, accueillis temporairement au hameau de Touhallec en Paule sont surpris par les Allemands qui blessent gravement Joseph Scotet, lequel décède le lendemain en dépit de l'opération tentée clandestinement à la clinique de Gourin par le docteur Paul Lohéac ; son corps est enterré dans un champ par la famille Bouchard dans la ferme de Fretezach en Gourin chez qui il était caché lors de son décès. Le père, Guillaume Bouchard, et ses trois fils, Albert, Ernest et Jean sont arrêtés par les Allemands le 24 mai 1944, ainsi que le docteur Paul Lohéac. Guillaume, Albert et Ernest Bouchard sont morts en déportation ; Paul Bouchard, âgé de seulement 16 ans, fut incarcéré à la prison Saint-Charles de Quimper avant d'être libéré. Dans la nuit du 8 au 9 mai 1944, les Allemands firent une rafle à Gourin.
Le 11 mai 1944, un groupe de résistants FTP tue Yves Le Cann et le lendemain, son frère François Le Cann, tous les deux du hameau de Mézouet en Glomel, accusés de commercer avec les troupes d'occupation, pour venger l'assassinat le 10 mai 1944 de René Rolland surpris par les Allemands dans ce hameau. Le 12 mai 1944 à Glomel des résistants violentent puis assassinent une bouchère-charcutière, Félicité Hello, veuve Gloannec, accusée de faire du marché noir.
Des maquisards osent défiler le 18 mai 1944 devant 500 personnes dans le bourg de Plévin pour affirmer leur force, à moins que ce ne fût dans le bourg de Paule, car les deux versions existent. Le même jour, les deux tenancières du café de Touldous en Plévin, Adélaïde Philippe et Marie Le Fur sont assassinées par des résistants du maquis voisin, et une fillette de 11 ans, Odette Baubion, est aussi tuée en même temps accidentellement, car leur café était fréquenté par des soldats allemands ; les deux femmes étaient aussi accusées, à tort semble-t-il, de pratiquer la « collaboration horizontale ».
Le 22 mai 1944, le maire de Glomel Jean-Louis Croizer, dit "Croizer Bras", agriculteur, membre de l'Office central agricole de Landerneau, Croix de guerre 1914-1918, qui ne cachait pas son attachement au maréchal Pétain, est assassiné par deux maquisards venus le rançonner, Joseph Masson, dit "Mataff" et Jean-Louis Corbel, surnommé "Coco", parce qu'il a refusé de leur donner 4 000 francs.
Le 29 juin 1944, un bataillon allemand et des troupes du Bezen Perrot à Trébrivan alors qu'une vingtaine de résistants FTP de Callac déjeunaient dans l'auberge Guéguen, au bourg. L'aubergiste, Joseph Guéguen, périt dans son établissement en flammes en même temps que deux maquisards, René Le Gaudu et Kahatchick Korudjoumdgian, un Arménien; 13 personnes furent prises en otage et déportées (11 moururent en déportation). Une plaque commémorative rappelle cette rafle.
Des parachutages d'armes avaient lieu périodiquement, par exemple le 14 juillet 1944 pour renforcer l'armement du bataillon Guy Môquet.
Les convois allemands étaient souvent attaqués par les maquisards, particulièrement entre Le Moustoir et Rostrenen : par exemple le 5 juin 1944, des maquisards attaquent dans une embuscade une Mercedes allemande décapotable se rendant de Châteaulin à Rennes à 500 mètres à l'est du lieu-dit "La Pie", commune de Paule, tuant deux officiers et blessant le général Paul Mulhmann. Le 17 juillet 1944, au village de Leinhon en Le Moustoir, une compagnie du maquis FTP de Plévin-Paule fit un coup de main contre un dépôt d'habillement allemand.

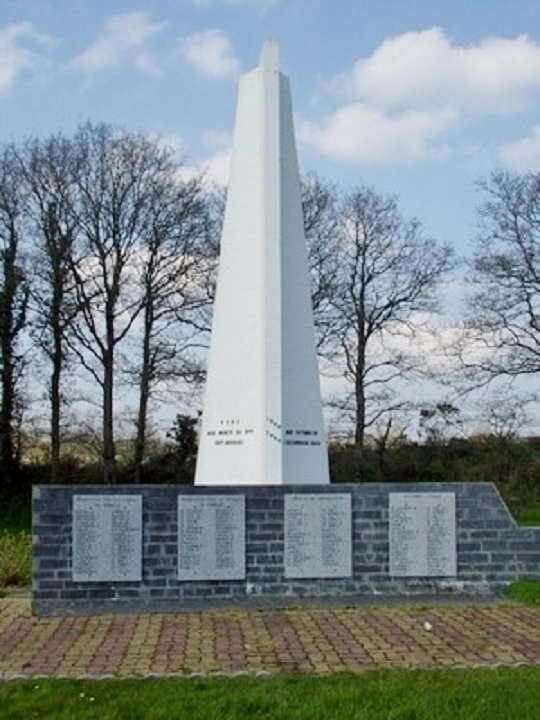
Le monument commémoratif des combats du 29 juillet 1944 à la Pie en Paule

Le 29 juillet 1944, des troupes allemandes venues de Brest tentent d'en finir avec ce nid de résistants qui entre autres actions attaquait régulièrement les convois allemands au lieu-dit "La Pie" en Paule, entre Carhaix et Rostrenen. Les troupes allemandes attaquent vers 7 heures du matin des maquisards du maquis de Jean Morvan de Tréogan venus du Morbihan ; les Allemands prennent 5 otages dans le hameau de Saint-Émilion dont Théophile Pencrech, qui est tué, et Yves Pencrech, torturé à Carhaix, mais qui échappe à la mort. Quatre paysans qui travaillaient dans un champ à Kerhoze sont aussi tués. Puis les Allemands attaquent vers 8h30 les pentes du Mont-Noir, se dirigeant vers le bois de Coat Meur, à l'est du hameau de Castellaouénan, près duquel un résistant, Jean Le Bris, est tué, brûlé dans une ferme à Kerhouarn. Des maquisards venus en renfort de Kergrist-Moëlou et d'autres de Callac, la compagnie FTP Ernest Le Borgne, participent aux combats. En fin d'après-midi, les combats se déplacent du côté du hameau de Saint-Jean (en Plévin) où la compagnie FTP P. L. Menguy résiste pendant six heures, puis décroche. Parmi les résistants tués à Saint-Jean, deux jeunes, André Tilmant, 16 ans, et Roger Herviou, 18 ans.
Le bilan de la bataille de La Pie est très incertain, variant selon les auteurs : le nombre des combattants est estimé de 450 à 600 côté résistants, de 2 000 à 3 000 côté allemand ; les estimations du nombre des morts est encore plus variable : côté français, 13 morts ce jour-là sont précisément identifiés selon Yves Mervin ; 54 morts selon Jean Le Jeune ; le monument commémoratif de La Pie recense quant à lui 144 victimes françaises (dont 70 résistants tués pendant les combats ou fusillés, 33 résistants morts en déportation, 40 victimes civiles). Côté allemand, les pertes estimées varient de quelques dizaines de morts (Christian Bougeard) à près de trois cents morts. Une stèle commémorative située à Kerhoz-Gartulan rappelle les noms de trois résistants FTPF fusillés le 29 juillet 1944 à cet endroit : Jean Le Bourhis (33 ans), Yves Guillemot (25 ans) et André Daniel (19 ans).
Le 10 août 1944, des résistants FFI venus de Carhaix traquent dans le bois de Coat Meur une compagnie allemande venue de Brest et se dirigeant vers la poche de Lorient. Trois résistants sont tués : Gilbert Poulizac (un étudiant), Eugène Bernard, Marcel Le Her (blessé, mort le lendemain).
Des agents allemands tentèrent régulièrement d'infiltrer ce maquis : d'abord un milicien, François Enet, qui fut fusillé fin juin 1944 par des résistants après un jugement sommaire ; puis Charles Le Luel, originaire d'Auray, engagé dans la Légion des volontaires français contre le bolchévisme, exécuté lui aussi par les résistants ; sa femme fut étranglée et son corps jeté à l'eau dans le canal de Nantes à Brest au pont de Goariva (commune du Moustoir).
Par ailleurs Pierre Heuzé, chef d'un groupe de résistants FFI, fut tué le 5 août 1944 lors d'une embuscade tendue par des soldats allemands au Poteau, dans la forêt de la Hunaudaye,.

##### L'après-Seconde-Guerre mondiale

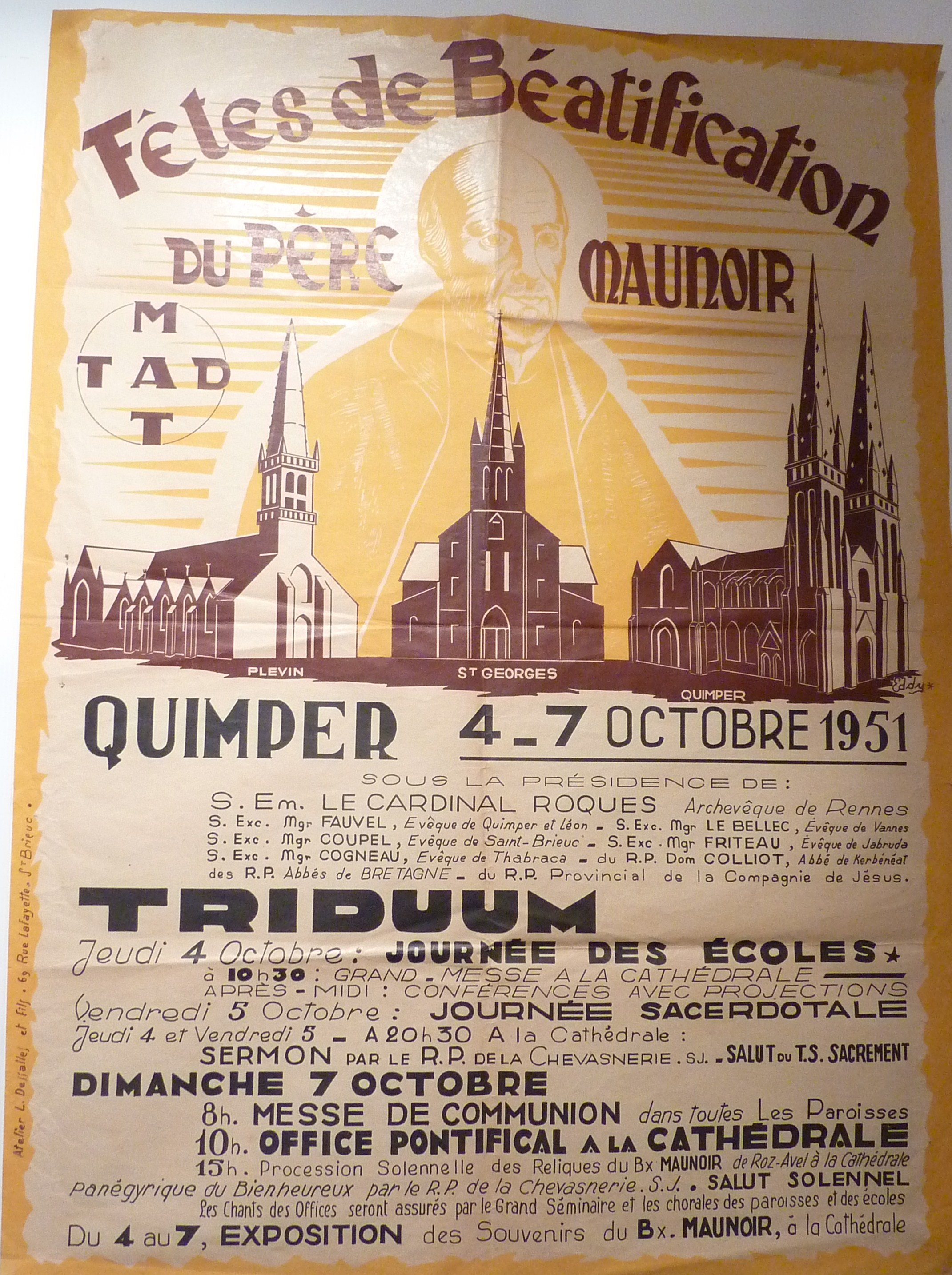
Les fêtes de béatification de Julien Maunoir (1951).

Une fête commémorant la béatification de Julien Maunoir a été organisée à Quimper entre le 4 et e 7 octobre 1951.
Deux soldats originaires de Plévin sont morts pour la France pendant la guerre d'Algérie.
L'ardoisière de Kervoalzé, ouverte en 1968, ferma en 1975 ; elle a repris une certaine activité pour la production d'ardoises rustiques. Les ardoisières Guyomarc'h et Corvellec sont toujours en activité.
Le 28 septembre 1999, le dépôt d'explosifs de la société Titanobel (à l'époque Titanite) installé sur cette commune est pillé ; voir affaire de Plévin.

### LeXXIesiècle

#### La centrale photovoltaïque de Plévin
Une ferme photovoltaïque contenant 16 000 panneaux solaires devait être mise en service en 2021 sur le site de l'ancienne décharge de Minez Saint-Jean à un peu plus d'un kilomètre du bourg de Plévin. Mais le projet a pris du retard et les travaux démarrent seulement en 2023 ; 17 300 panneaux solaires vont être installés sur 7,5 hectares ; ils produiront 10 730 MWh par an. Cette centrale photovoltaïque de la société Ib Vogtest inaugurée le 11 avril 2024 : c'est à cette date l'une des 5 plus grandes installations de ce genre en Bretagne.

## Politique et administration
| Période                                  | Période  | Identité            | Étiquette | Qualité                  |
| ---------------------------------------- | -------- | ------------------- | --------- | ------------------------ |
|                                          |          | Tanguy              |           |                          |
|                                          |          | Conan               |           |                          |
|                                          |          | J. Le Couteller     |           |                          |
|                                          |          | Lanezval            |           |                          |
|                                          |          | Le Huérou-Kerisel   |           |                          |
|                                          |          | Le Berre            |           |                          |
| 1855                                     | 1865     | Jean Yves Le Foll   |           |                          |
| 1865                                     | 1881     | Jean Jacques Rivoal |           |                          |
|                                          |          |                     |           |                          |
| avant 1981                               | ?        | Louis Troadec       | DVG       |                          |
| mars 2001                                | 2008     | Marie Croisier      |           |                          |
| mars 2008                                | 2014     | Henri Le Dren       |           | Artisan Retraité         |
| mars 2014                                | En cours | Dominique Cogen     | DVG       | Représentant de commerce |
| Les données manquantes sont à compléter. |          |                     |           |                          |

## Démographie
L'évolution du nombre d'habitants est connue à travers les recensements de la population effectués dans la commune depuis 1793. Pour les communes de moins de 10 000 habitants, une enquête de recensement portant sur toute la population est réalisée tous les cinq ans, les populations de référence des années intermédiaires étant quant à elles estimées par interpolation ou extrapolation. Pour la commune, le premier recensement exhaustif entrant dans le cadre du nouveau dispositif a été réalisé en 2007.

En 2022, la commune comptait 754 habitants, en évolution de −0,92 % par rapport à 2016 (Côtes-d'Armor : +1,78 %, France hors Mayotte : +2,11 %).
| 1793  | 1800  | 1806  | 1821 | 1831  | 1836  | 1841  | 1846  | 1851  |
| ----- | ----- | ----- | ---- | ----- | ----- | ----- | ----- | ----- |
| 1 356 | 1 375 | 1 069 | 972  | 1 192 | 1 193 | 1 222 | 1 247 | 1 312 |

| 1856  | 1861  | 1866  | 1872  | 1876  | 1881  | 1886  | 1891  | 1896  |
| ----- | ----- | ----- | ----- | ----- | ----- | ----- | ----- | ----- |
| 1 264 | 1 240 | 1 250 | 1 230 | 1 326 | 1 295 | 1 316 | 1 382 | 1 446 |

| 1901  | 1906  | 1911  | 1921  | 1926  | 1931  | 1936  | 1946  | 1954  |
| ----- | ----- | ----- | ----- | ----- | ----- | ----- | ----- | ----- |
| 1 601 | 1 716 | 1 732 | 1 708 | 1 783 | 1 652 | 1 587 | 1 447 | 1 231 |

| 1962  | 1968  | 1975 | 1982 | 1990 | 1999 | 2006 | 2007 | 2012 |
| ----- | ----- | ---- | ---- | ---- | ---- | ---- | ---- | ---- |
| 1 185 | 1 015 | 883  | 774  | 781  | 774  | 782  | 783  | 789  |

| 2017 | 2022 | - | - | - | - | - | - | - |
| ---- | ---- | - | - | - | - | - | - | - |
| 751  | 754  | - | - | - | - | - | - | - |

## Lieux et monuments

### Monuments religieux
- L'église paroissiale Notre-Dame, construite par Ernest Le Guerranic, et le calvaire, qui date probablement du XVIe siècle.
- La chapelle Saint-Jean.
- La chapelle Saint-Abibon, dédiée à saint Abibon, et la fontaine Saint-Diboan (autre nom de saint Abibon)[69]. L'abbé Mével a écrit en 1924 : « Dans notre Cornouaille, trois centres sont plus particulièrement remarquables pour la dévotion dont saint Diboan est l'objet : Tréméven (...), Leuhan (...) et Plévin, paroisse appartenant aujourd'hui au diocèse de Saint-Brieuc. (...) Le pardon de saint Abibon se fait à Leuhan le troisième dimanche d'août. (...) Saint Abibon est invoqué pour les malades (y compris pour les faire trépasser plus rapidement lorsqu'ils souffrent ou que leur agonie se prolonge[70].), mais on y vient aussi beaucoup pour les enfants »[71]. La chapelle abrite une Vierge à l'Enfant en bois polychrome datant du XVIe siècle, classée monument historique.

- La chapelle Sainte-Anne est située à la sortie du bourg, en bordure de l’allée ombragée de Kerlouët ; construite au XVIIIe siècle, elle montre sur son pignon le blason de l'amiral de Roquefeuil et de Marie Gabrielle de Kergus ; dédiée à saint Jean-Baptiste , invoqué pour les maux d'yeux et à saint Cornély pour la protection des bêtes à cornes ; une grande foire aux chevaux et aux bestiaux était organisée à proximité jusqu'en 1945[72].
- L'oratoire du père Maunoir.

### L'ancien musée des automates
À Rest Loët, un hameau de la commune, le musée des automates pouvait être visité. Les automates présents retracaient la vie en milieu rural au début du Xe siècle : le forgeron, le cordonnier, la journée de battage, etc. À la suite du décès de son propriétaire, le musée est définitivement fermé.

## Personnalités liées à la commune

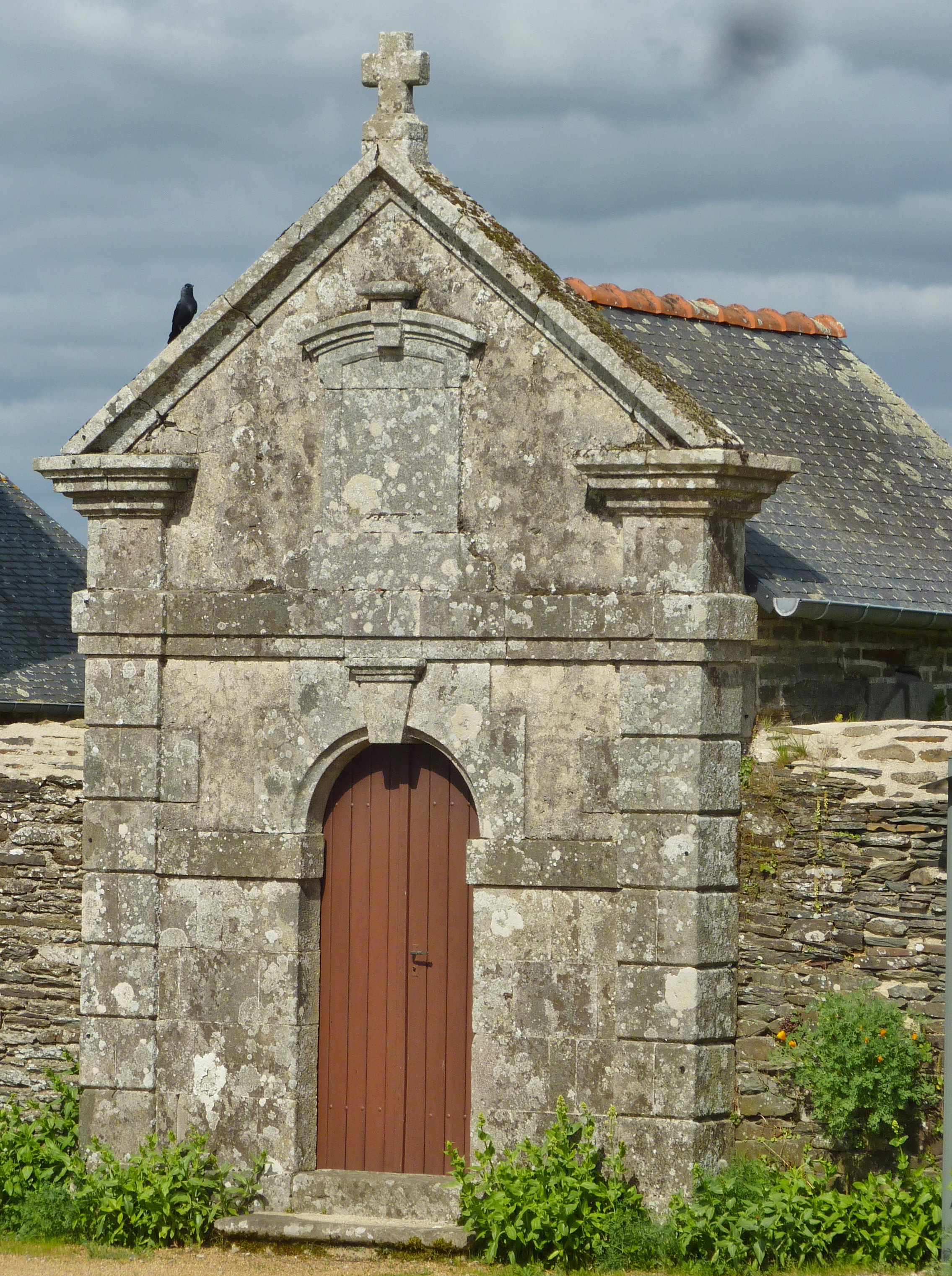
Plévin : l'oratoire (ancienne chapelle) du père Julien Maunoir

- le père Julien Maunoir mourut d'épuisement au presbytère de Plévin, en préparant une dernière mission, le 25 janvier 1683. Il fut inhumé dans l'église.
- Pier Boudouin (1904-1995), chanteur, compositeur et interprète de kan ha diskan.
- Jean Le Jeune, né en 1921 à Plévin, militant communiste, devint pendant l'été 1943 responsable du Parti communiste clandestin pour sept cantons du sud-ouest du département des Côtes-du-Nord. Arrêté par 4 gendarmes français à Lanvellec, blessé par une patrouille allemande alors qu'il tentait de s'évader et hospitalisé à Lannion, il est libéré par un commando FTP. Le 6 mai 1944, il assassine à Carhaix Marie Le Manach, maîtresse d'un officier allemand et suspectée d'avoir aidé les Allemands à arrêter des résistants FTP lors de la rafle de Callac le 9 avril 1944[35]. Il anime ensuite le groupe de résistants "Bataillon Guy-Moquet" actif dans les communes de Plévin, Paule, Maël-Carhaix et Glomel et participe à la bataille de la Pie en Paule le 29 juillet 1944 qui fit 36 tués parmi les résistants, auxquels s’ajoutent des paysans arrêtés dans leurs fermes et fusillés. Il participa par la suite aux combats pour la libération des Côtes-du-Nord et la réduction des poches allemandes de Lorient et de Saint-Nazaire[74].
- Pierre Louis Menguy, né le 29 avril 1920 à Plévin, résistant FTPF, dit "PLM", électricien, pris dans la rafle du 9 avril 1944 à Callac, jugé par un tribunal militaire allemand le 6 mai 1944 à Saint-Brieuc, fusillé au camp de manœuvre des Croix en Ploufragan et enterré dans une fosse commune à Plœuc-sur-Lié[75].